# Гортиј
Гортиј је у грчкој митологији било име више личности.

## Митологија
1. Паусанија га наводи као Стимфаловог сина и оснивача града Гортине у Аркадији.[1]
2. Био је син Тегејатеја и Мере који је саградио град Гортину на Криту. Крићани су га сматрали Радамантовим сином.[1]